# Ludwig Erhard Zentrum
Das Ludwig Erhard Zentrum (LEZ) ist ein deutschlandweit einzigartiges Ausstellungs-, Dokumentations-, Begegnungs- und Forschungszentrum für Ludwig Erhard und sein Konzept der Sozialen Marktwirtschaft in Erhards Geburtsstadt Fürth. Das LEZ wurde im Mai 2018 durch Bundespräsident Frank-Walter Steinmeier und den bayerischen Ministerpräsident Markus Söder eingeweiht und am 20. Juni 2018, dem 70. Jahrestag der Wirtschafts- und Währungsreform von 1948, eröffnet. Es umfasst das denkmalgeschützte Geburtshaus Ludwig Erhards und einen markanten Neubau direkt gegenüber. Träger ist die als gemeinnützig anerkannte Stiftung Ludwig-Erhard-Haus, eine rechtsfähige öffentliche Stiftung des bürgerlichen Rechts.
Der Baubeginn des Neubaus erfolgte 2015, im November 2016 wurde Richtfest gefeiert, am 18. Mai 2018 war Einweihung. Die Eröffnung fand am 20. Juni 2018 statt, dem 70. Jahrestag der Trizonen-Währungsreform von 1948.

## Vorentwicklungen und Ziele
Initialzünder, Ideengeber und Unterstützer des LEZ ist der Ludwig-Erhard-Initiativkreis Fürth e. V., aus dem heraus die Stiftung Ludwig-Erhard-Haus zum Erwerb des Geburtshauses und zur Realisierung des Neubaus gegründet wurde. Wichtige Etappen bis zur Eröffnung waren die Auslobung eines Architektenwettbewerbs im Jahr 2013, die Grundsteinlegung im Herbst 2015, das Richtfest im Herbst 2016 und schließlich die feierliche Einweihung durch Bundespräsident Frank-Walter Steinmeier und den bayerischen Ministerpräsident Markus Söder im Mai 2018. Das 18-Millionen-Euro-Projekt wurde verwirklicht durch den Bund, den Freistaat Bayern, die Stadt Fürth und die Stiftung Ludwig-Erhard-Haus.
Das LEZ versteht sich als interaktiver Lernort und offener Raum des Dialogs über Zeitgeschichte, Wirtschaft und Politik. Neben der 1.200 Quadratmeter großen Dauerausstellung beherbergt das LEZ eine Fläche für Sonderausstellungen, Veranstaltungsräume und einen Lernsupermarkt für Vor- und Grundschulkinder.
Das LEZ will eine breite Öffentlichkeit mit der grundsätzlichen und aktuellen Bedeutung der Wirtschafts-, Sozial- und Finanzpolitik Ludwig Erhards vertraut machen und die konkreten politischen und gesellschaftlichen Konsequenzen erörtern, die mit der Sozialen Marktwirtschaft im Sinne Erhards verbunden sind.

## Finanzierung
Das Projekt wurde im Rahmen des Investitionsprogramms „Nationale Projekte des Städtebaus“ des Bundesministeriums des Innern, für Bau und Heimat (BMI) gefördert. Im November 2014 erhielt das Vorhaben als einer von 20 aus etwa 270 Projektanträgen die Genehmigung zur Realisierung innerhalb des Bundesprogramms 2014.
Ursprünglich sollte das Projekt 12 Millionen Euro kosten; im Jahr 2014 stiegen die geplanten Baukosten auf 15 Millionen Euro, wovon mit 13 Millionen der Großteil aus Steuergeldern des Bundes, des Landes und der Stadt finanziert wurde, der Rest kam aus Spenden. Im Jahr 2017 stiegen die Kosten weiter auf 17,4 Millionen.
Die laufenden Kosten von jährlich 800.000 Euro trägt das Bayerische Wirtschaftsministerium.

## Gebäude und Architektur
Zur Gestaltung des Neubaus fand ein architektonischer Realisierungswettbewerb statt, dessen Ergebnisse im Oktober 2013 von einem Preisgericht begutachtet wurden. Gewonnen hat der Entwurf von Reinhard Bauer Architekten (München).

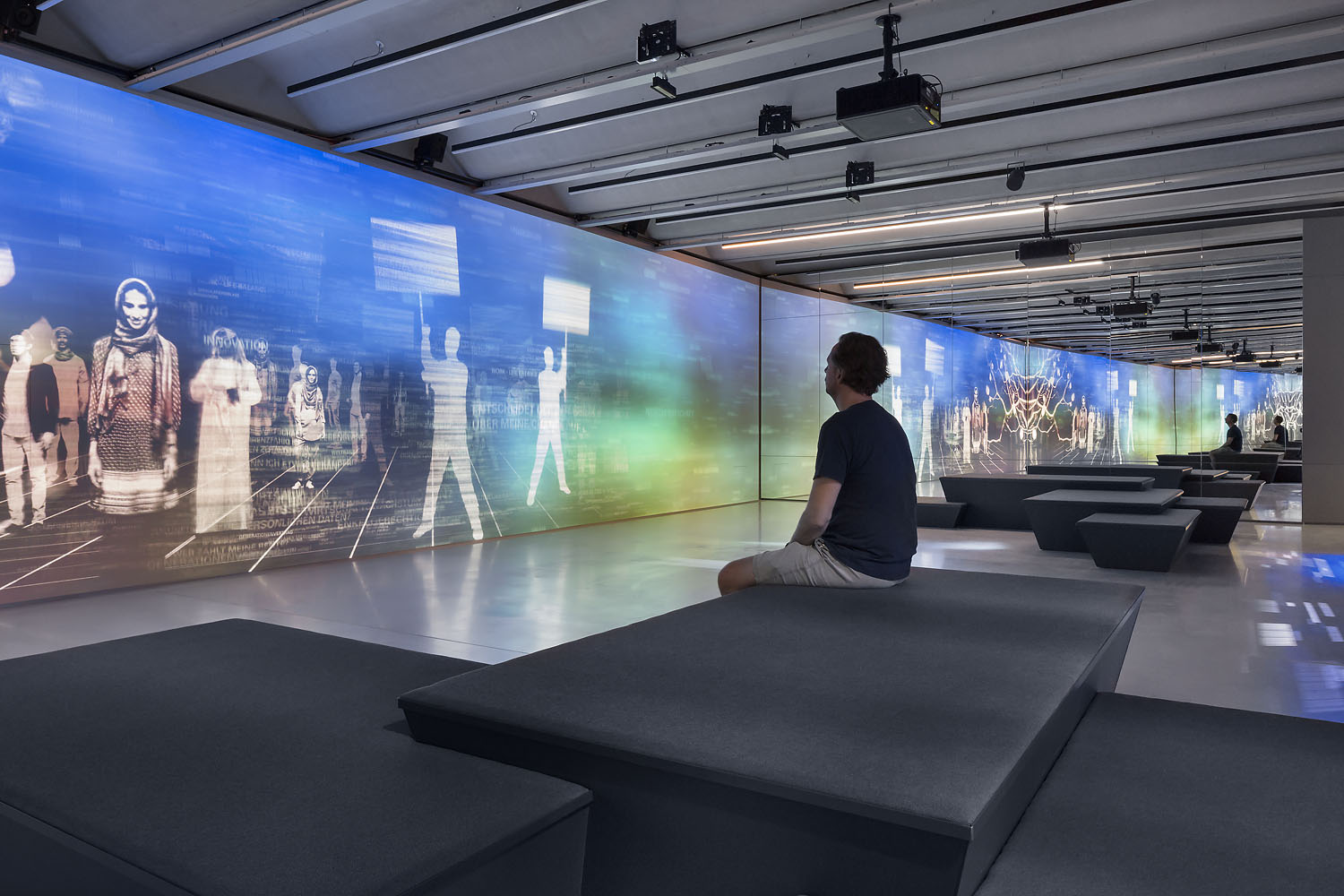
Zukunftsraum (Neubau)

Auszug aus dem Preisgerichtsprotokoll:
„Diese Arbeit nimmt die ursprünglich dort vorhandenen Bauvolumen (Kuben) auf, die gestapelt eine neue und eigene Wirkung erzielen. Geschickt reagieren die Kuben auf den Straßenverlauf und das gegenüberliegende Geburtshaus von Ludwig Erhard. Selbstbewusst und ohne große Aufregung fügt sich das Kuben-Ensemble in die Umgebung ein und schafft einen gelungenen Übergang zu den Höhen des Rathauses und zur hinteren Bebauung. Im Erdgeschoss werden die Anforderungen mit gut proportionierten Räumen, die einen großzügigen Empfangsbereich ermöglichen, erfüllt. Der U-Bahnausgang ist harmlos integriert. Die Obergeschosse vermitteln einen aufgeräumten Eindruck, sind gut geschnitten für eine flexible Nutzung. Die Vertikalerschließung ist so angeordnet, dass die Orientierung im gesamten Gebäude gut funktioniert. Unter dem mittleren Kubus stellt eine großzügige Verglasung den direkten Bezug zum Geburtshaus her. Mit einfachen, unspektakulären Mitteln gelingt es diesem Entwurf, eine eigenständige, selbstbewusste und dennoch bescheidene Architektur zu schaffen. Gerade neben dem wuchtigen Rathaus gilt es sich zu behaupten.“
Der Neubau in unmittelbarer Nachbarschaft zum historischen Fürther Rathaus ist nicht unumstritten. Vor allem der damalige Heimatpfleger Alexander Mayer kritisierte das Ergebnis als Bruch mit dem historischen Umfeld.

## Dauerausstellung

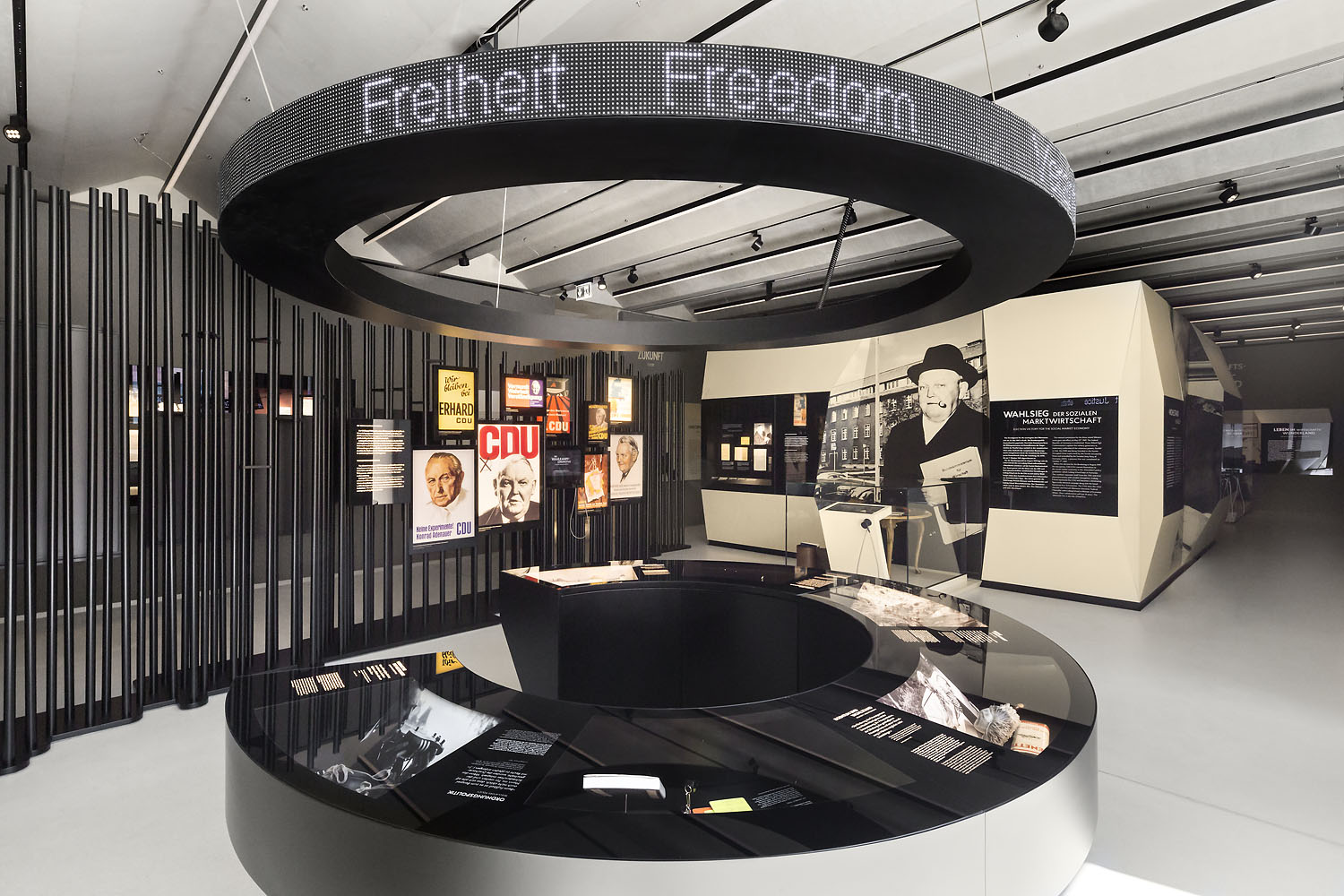
Neubau LEZ

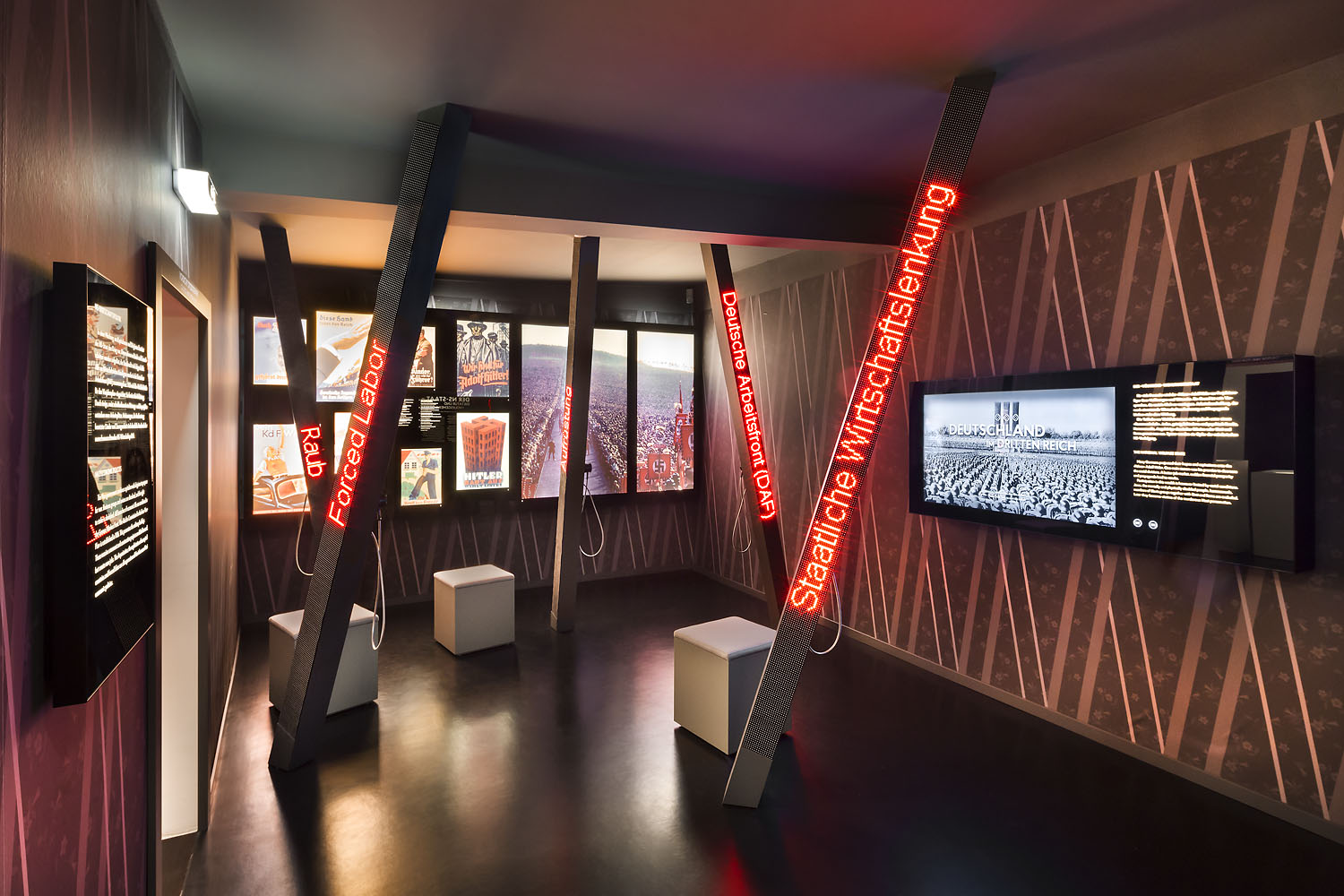
Geburtshaus LEZ

Auf rund 1.200 Quadratmetern lädt die Dauerausstellung mit vielen spannenden Exponaten und über 50 Medienstationen dazu ein, Ludwig Erhard kennenzulernen, Zeit- und Wirtschaftsgeschichte zu entdecken und Soziale Marktwirtschaft zu erleben. Der Rundgang beginnt im Geburtshaus in der ehemaligen Wohnung der Erhards und präsentiert Fotografien und Artefakte der Familie und ihres Textilgeschäftes erstmals der Öffentlichkeit. Während sich das Geburtshaus dem „Fürther Erhard“, seiner Biografie sowie der Zeit- und Wirtschaftsgeschichte bis 1945 widmet, stehen im markanten Neubau direkt gegenüber der Politiker Ludwig Erhard, seine Konzeption der Sozialen Marktwirtschaft sowie die wirtschaftliche und gesellschaftliche Entwicklung der Bundesrepublik im Fokus. Highlight der Dauerausstellung ist der digitaler Zukunftsraum, der Ludwig Erhards Ideen in die Gegenwart und Zukunft transportiert und den Besuchern ein spektakuläres interaktives Multimedia-Erlebnis bietet. Eine gigantische Projektionsfläche ermöglicht ein Eintauchen in die großen Zukunftsthemen wie Globalisierung, Digitalisierung, Nachhaltigkeit und demographischer Wandel.
Neben der Dauerausstellung zeigt das LEZ regelmäßig wechselnde Sonderausstellungen im Obergeschoss des Neubaus.

## Café Luise

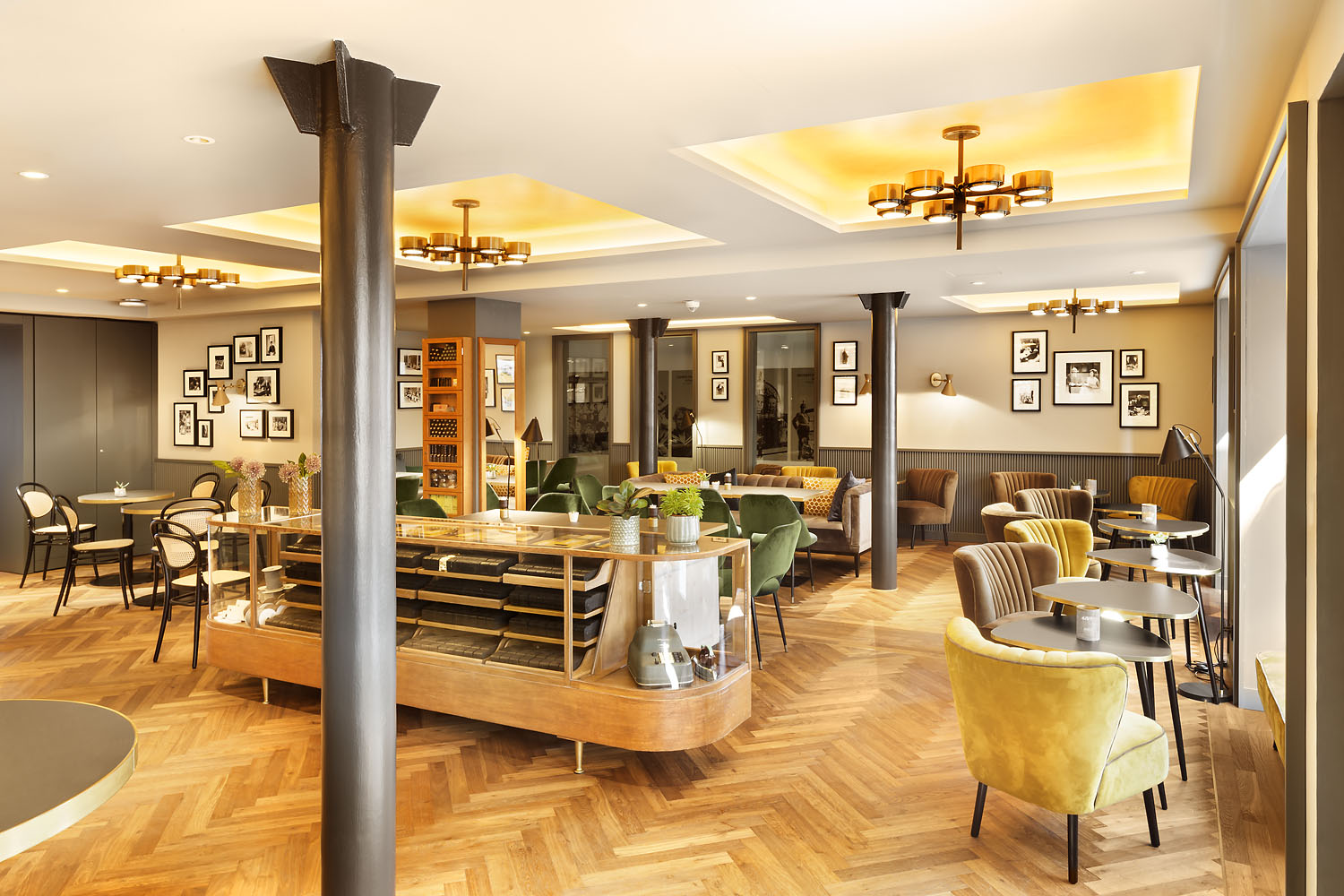
Café Luise

Die Räume des früheren Weißwarengeschäfts der Familie Erhard im Erdgeschoss des Geburtshauses beherbergen das Tagescafé „Luise“ im Ambiente der 1950er und 1960er Jahre.

## Lernsupermarkt „Ludwigs kleine Welt“
Gleich neben dem Geburtshaus von Ludwig Erhard hat das LEZ einen Lern- und Spielraum speziell für Vor- und Grundschulkinder eingerichtet – den Lernsupermarkt „Ludwigs kleine Welt“ mit Angeboten für Schulklassen, Kindergruppen, Familien und Geburtstagskinder.

## Forschungszentrum
In Kooperation mit dem ifo Institut und der Friedrich-Alexander-Universität Erlangen-Nürnberg entsteht ein Forschungsinstitut mit einem Stiftungslehrstuhl für Soziale Marktwirtschaft mit Finanzierung durch die Friede Springer Stiftung.